# Ytterbium(II)-iodid
Ytterbium(II)-iodid (YbI2) ist eine chemische Verbindung aus den Elementen Ytterbium und Iod. Es ist ein gelber Feststoff und löst sich in Wasser mit gleichfalls gelber Farbe. Ytterbium(II)-iodid wurde zusammen mit Samarium(II)-iodid (SmI2) als Reagenz für organische Synthesen eingeführt.

## Darstellung
Die Darstellung von Ytterbium(II)-iodid erfolgt durch thermischen Abbau von Ytterbium(III)-iodid:
{\displaystyle \mathrm {2\ YbI_{3}\ {\xrightarrow[{}]{\Delta \ T}}\ 2\ YbI_{2}\ +\ I_{2}} }
Etabliert hat sich die Darstellung über Ytterbiummetall und 1,2-Diiodethan in Tetrahydrofuran (THF). Die Reaktion läuft zwar bei Raumtemperatur ab, jedoch ist aufgrund der Empfindlichkeit der Reagenzien wasserfrei und unter Inertgas zu arbeiten. Bei Anwesenheit von Sauerstoff erfolgt ansonsten eine rasche Oxidation zum Ytterbium(III). Dies ist optisch an der Farbänderung von grüner zu gelber Lösung erkennbar.
{\displaystyle \mathrm {Yb\ +\ ICH_{2}CH_{2}I\ {\xrightarrow[{}]{THF}}\ YbI_{2}\ +\ H_{2}C=CH_{2}} }

## Eigenschaften
Ytterbium(II)-iodid ist ein gelber Feststoff, der sich in Wasser mit gleichfalls gelber Farbe löst. Ytterbium(II)-iodid ist sehr luft- und feuchtigkeitsempfindlich; es wird an Luft rasch zu Ytterbium(III) oxidiert. Die wässrige Lösung zersetzt sich rasch unter Wasserstoffentwicklung und weitgehender Entfärbung; dabei scheiden sich basische Iodide ab. Mit Säuren verläuft die Reaktion stürmisch.
YbI2 sintert bei 0,01 Torr ab etwa 780 °C und ergibt bei etwa 920 °C eine viskose Schmelze. Es beginnt dabei, in Yb und YbI3 zu disproportionieren. Bei etwa 800 °C ist ein gelbes Sublimat von YbI2 an den Glaswänden zu beobachten; diese verdeckt teilweise die Disproportionierung. Der Schmelzpunkt kann daher nur ungenau bestimmt werden.

## Verwendung
Ytterbium(II)-iodid wird neben Samarium(II)-iodid (SmI2) als Reagenz für zahlreiche organische Synthesen verwendet.